# Радищево (Уляновска област)
Радищево (на руски: Радищево) е селище от градски тип в Русия, административен център на Радищевски район, Уляновска област. Населението му към 1 януари 2018 година е 4035 души.